# Sergio Donadoni
Fabrizio Sergio Donadoni (Palermo, 13 ottobre 1914 – Roma, 31 ottobre 2015) è stato un egittologo italiano.

## Biografia
Figlio di Eugenio Donadoni, si laureò all'Università di Pisa dove fu anche allievo della Scuola normale superiore di Pisa, discutendo la propria tesi nel 1935 con Annibale Evaristo Breccia.  La sua formazione di egittologo fu anche di scuola francese, in quanto egli studiò per due anni a Parigi; nel 1948 si perfezionò a Copenaghen. Dopo aver ottenuto la cattedra in diverse università, fu nominato professore emerito di Egittologia all'Università "La Sapienza" di Roma, nonché insegnante all'Università Libera di Bruxelles. Nel 1975 ottenne il Premio Feltrinelli per l'Archeologia, assegnato dall'Accademia dei Lincei.
Fu membro dell'Accademia Nazionale dei Lincei, dell'Accademia delle Scienze di Torino, della Pontificia Accademia Romana di Archeologia, mentre in Francia fu accademico dell'Académie des inscriptions et belles-lettres e dell'Institut d'Égypte.
Condusse nove spedizioni per conto delle Università di Roma e Milano nell'ambito della collaborazione internazionale per il salvataggio dei templi egizi dovuto alla creazione della Diga di Assuan; a queste sono da aggiungerne altre quattro organizzate dal Museo Egizio di Torino. Partecipò inoltre al salvataggio del Tempio rupestre di Ellesija e a quello di Abu Simbel.
Dal 1958 al 1969 esplorò sistematicamente con fini archeologi e architettonici i siti di Ikhmindi, Farriq, Kuban, Sabagura, Sonki e Tamit, arricchendo di testimonianze e documentazioni la storia della Nubia.